# 线粒体相关内质网膜
线粒体相关内质网膜（英語：Mitochondria-Associated Endoplasmic Reticulum Membrane, MAM）是内质网与线粒体之间的物理接触结构，不仅参与细胞内多条生物通路，还在脂质代谢、钙稳态、线粒体动力学、自噬、炎症反应和内质网应激等方面发挥重要功能。整个MAM蛋白质组可能包括900~1200个蛋白质。

## 发现与分类
MAM首次发现于1950年代，当时科学家们通过电子显微镜观察到了内质网与线粒体之间的相互连接。到1990年代，科学家通过生化手段分离出与线粒体外膜紧密接触的内质网亚结构，正式定义了MAM。
根据结构特征，MAM可分为三类：
- 覆盖约50%线粒体表面的内质网突起；
- 包裹整个线粒体的内质网小管；
- 覆盖约10%线粒体表面的单一接触点。

## 功能
MAM是钙信号传递的重要平台，负责从内质网向线粒体传递钙离子信号，线粒体随后解码这些信号，调节诸如能量代谢、细胞凋亡等基本功能。
MAM是脂质合成与代谢的关键区域，许多脂质合成相关蛋白定位于此。包括胆固醇酰基转移酶1（ACAT1/SOAT1）、二酰基甘油酰基转移酶2（DGAT2）、磷脂酰丝氨酸合酶等，这些蛋白负责胆固醇酯的形成、脂肪代谢以及磷脂合成。
在MAM区域，许多内质网和线粒体蛋白相互作用，形成了复杂的复合体。例如，位于内质网的丝裂原蛋白2（MFN2）与线粒体的MFN1和MFN2形成异型和同型接触；内质网的B细胞受体相关蛋白31（BAP31）与线粒体裂变蛋白1（FIS1）相互作用。